# تابوميات خملية (الطاوس)
تابوميات خملية هي إحدى مشيخات المملكة المغربية، تتبع جغرافيا لإقليم الرشيدية وإداريًا لالطاوس. يقدر عدد سكانها بـ 48 نسمة حسب الإحصاء الرسمي للسكان والسكنى لسنة 2004.